# 33-as busz (Szolnok)
A szolnoki 33-as jelzésű autóbusz a Hild Viktor utca és az Ipari Park (Stadler) között közlekedik a gyári műszakváltások idején. Bizonyos menetek csak a Vasútállomás – Ipari Park (Stadler) viszonylatban közlekednek. A viszonylatot a Volánbusz üzemelteti.

## Útvonala
A zárójelben feltüntetett szakaszokat csak a Vasútállomástól induló és oda érkező járatok érintik.
| Ipari Park (Stadler) felé | Vasútállomás felé |
| Ipari Park (Stadler) felé | Hild Viktor utca felé |
| --- | --- |
| Hild Viktor utca vá. – Széchenyi István körút – Pozsonyi út – Szántó körút – Várkonyi István tér – Boldog Sándor István körút – Ady Endre út – Thököly út – Mátyás király út – (Vasútállomás vá. – Jubileum tér – Baross utca –) Nagy Imre körút – József Attila út – Temető utca – Tószegi út – Piroskai út – névtelen utca – Galamb József utca – Bánki Donát utca – Ipari Park (Stadler) vá. | Ipari Park (Stadler) vá. – Bánki Donát utca – névtelen utca – Csonka János utca – névtelen utca – Bánki Donát utca – Galamb József utca – névtelen utca – Piroskai út – Tószegi út – Temető utca – József Attila út – Nagy Imre körút (– Baross utca – Vasútállomás vá.) – Mátyás király út – Thököly út – Ady Endre út – Boldog Sándor István körút – Várkonyi István tér – Szántó körút – Pozsonyi út – Széchenyi István körút – Hild Viktor utca vá. |

## Megállóhelyei
| 0                                                     |                    | Hild Viktor utca végállomás       | 32                                                               |    | 24, 24A, 34, 34A, 34E, 34Y |
| 1                                                     | Lovas István utca  | 31                                | 24, 24A, 34, 34A, 34E, 34Y                                       |    | |
| 2                                                     | Aranyi Sándor utca | 30                                | 24, 24A, 34, 34A, 34E, 34Y                                       |    | |
| 3                                                     | Malom utca         | 29                                | 24, 24A, 34, 34A, 34E, 34Y                                       |    | |
| 4                                                     | Városi Kollégium   | 28                                | 24, 24A, 34, 34A, 34E, 34Y                                       |    | |
| 5                                                     | Mentőállomás       | 27                                | 24, 24A, 34, 34A, 34E, 34Y                                       |    | |
| 9                                                     | Vásárcsarnok       | 23                                | 1, 1A, 1Y, 9, 11, 20, 21, 23, 24, 24A, 37                        |    | |
| 11                                                    | Autóbusz-állomás   | 21                                | 3, 10, 12, 15, 23, 24, 24A, 32 Helyközi buszok Távolsági járatok |    | |
| 13                                                    | McDonald’s étterem | 19                                | 3, 10, 12, 15, 24, 24A, 32 Helyközi buszok                       |    | |
| ∫                                                     | 0                  | Vasútállomás vonalközi végállomás | ∫                                                                | 19 | 2Y, 6, 6Y, 7, 8, 8Y, 13, 13Y, 14, 15, 15Y, 16, 17, 24, 24A, 27, 28, 38 Helyközi buszok S50 G50 Z50 S60 G60 Z60 S220 S820 IC, EC, EN, sebesvonat, gyorsvonat, expresszvonat |
| 15                                                    | 2                  | Jubileum tér                      | 17                                                               | 17 | 2Y, 3, 10, 11, 12, 13, 13Y, 14, 16, 21, 32, 34, 34A, 34E, 34Y, 38 Helyközi buszok                                                                                          |
| 16                                                    | 3                  | Bajcsy-Zsilinszky út              | 16                                                               | 16 | 2, 2Y, 9, 10, 11, 13, 13Y, 14, 16, 21, 32, 34, 34A, 38 Helyközi buszok |
| A Logisztikai Parkot csak a késő esti indulás érinti. |                    |                                   |                                                                  |    | |
| ∫                                                     | ∫                  | Logisztikai Park                  | (+1)                                                             | ∫  | 1A, 34 |
| 20                                                    | 7                  | Megyei Kórház                     | 11                                                               | 11 | 1, 1A, 1Y, 2, 2Y, 13, 13Y, 23, 32, 34, 34A, 34E, 38 Helyközi buszok |
| 22                                                    | 9                  | McHale Hungária Kft.              | 9                                                                | 9  | 1, 1A, 13, 13Y, 32, 34, 34E, 38 Helyközi buszok |
| 25                                                    | 12                 | Vegyiművek lakótelep              | 6                                                                | 6  | 1, 1A, 13, 13Y, 32, 34, 34E Helyközi buszok |
| 26                                                    | 13                 | BVM                               | 5                                                                | 5  | 1A, 13Y, 32, 34 |
| 27                                                    | 14                 | Tüzép telep                       | 4                                                                | 4  | 1A, 13Y, 32, 34 |
| 28                                                    | 15                 | Ipari Park (BSM)                  | 3                                                                | 3  | 1A, 13Y, 34 |
| 29                                                    | 16                 | Papírgyár                         | ∫                                                                | ∫  | 13Y |
| 31                                                    | 18                 | Segura                            | 2                                                                | 2  | |
| 32                                                    | 19                 | Ipari Park (Stadler) végállomás   | 0                                                                | 0  | |